# Hideo Ishikawa
Hideo Ishikawa (石川 英郎?, Ishikawa Hideo; Hyōgo, 13 dicembre 1969) è un doppiatore giapponese.

## Biografia
I suoi soprannomi sono "Hide" e "Hide-chan" e lavora per l'Aoni Production. 
È conosciuto per essere la voce di Kiccho Fukuda in Slam Dunk, Ryoma Nagare in Getter Robot - The Last Day, Auron in Final Fantasy X, Itachi Uchiha in Naruto, Jūshirō Ukitake in Bleach e Pierre de Chaltier in Tales of Destiny.
È sposato e ha due figli.

## Doppiaggio

### Anime
- Avenger (Jade)
- Bleach (Jūshirō Ukitake)
- Boys Be (Yoshihiko Kenjo)
- Cutey Honey - La combattente dell'amore (Adonis)
- Death Note (Hideki Ide e Raye Penber)
- Fancy Lala (Hiroya Aikawa)
- Getter Robot Arc (Ryoma Nagare)
- Ghost in the Shell: Stand Alone Complex (Fake Laughing Man)
- Gravitation (Tatsuha)
- Infinite Dendrogram (Logan Goddhart)
- Innocent Venus (Toraji Shiba)
- Kin'iro no corda (Hiroto Kanazawa)
- Le bizzarre avventure di JoJo: Vento Aureo (Polpo)
- Mobile Suit Gundam MS IGLOO (Oliver May)
- Naruto (Itachi Uchiha)
- One Piece (Fullbody, Stancen)
- Re: Cutie Honey (Seiji Hayami)
- Saint Seiya (Unicorn Jabu)
- Slam Dunk (Kiccho Fukuda)
- Tantei gakuen Q (Kintarou Touyama)
- Transformers: Cybertron (Dreadlock)
- Yu-Gi-Oh! 5D's (Z-one)

### Videogiochi
- Ace Combat 5: Squadron Leader (Alvin H. Davenport)
- Battle Arena Toshinden URA (Replicant)
- Bloody Roar 2 (Yugo Ogami)
- Bloody Roar 3 (Yugo Ogami)
- Bloody Roar: Primal Fury (Yugo Ogami)
- Castlevania: Grimoire of Souls (Simon Belmont)
- Dirge of Cerberus: Final Fantasy VII (Cait Sith)
- Dissidia Final Fantasy (Squall Leonhart)
- Dissidia 012 Final Fantasy (Squall Leonhart)
- Dissidia Final Fantasy NT (Squall Leonhart)
- Dissidia Final Fantasy: Opera Omnia (Cait Sith, Squall Leonhart, Auron)
- Dragon Ball: Raging Blast 2 (Hatchiyack)
- DreamMix TV World Fighters (Simon Belmont, Yugo Ogami)
- Dynasty Warriors 4 (Zhou Tai)
- Fate/Samurai Remnant (Assassin/Koga Saburo)
- Final Fantasy X (Auron)
- Final Fantasy X-2 (Auron)
- Final Fantasy Type-0 (Qator Bashtar)
- Final Fantasy Explorers (Squall Leonhart)
- Final Fantasy VII Rebirth (Cait Sith)
- Granblue Fantasy (Zaja)
- Kingdom Hearts (Squall Leonhart)
- Kingdom Hearts II (Squall Leonhart, Auron)
- Kingdom Hearts III (Squall Leonhart)
- Kin'iro no corda (Hiroto Kanazawa))
- Kiniro no corda 2 (Hiroto Kanazawa)
- Like a Dragon: Pirate Yakuza in Hawaii (Daisaku Minami)
- Live A Live (Remake) (Fuorilegge/Kenichi Matsui)
- Mega Man X6 (Blizzard Wolfang, Rainy Turtloid)
- Money Puzzle Exchanger (Sakata Blibov/Mackermocally)
- One Piece: Grand Battle 3 (Fullbody)
- Onimusha: Dawn of Dreams (Tenkai Nankobo/Samonosuke Akechi)
- Ryu ga Gotoku Online (Daisaku Minami)
- Saint Seiya: Brave Soldiers (Jabu dell'Unicorno)
- Saint Seiya: Soldiers' Soul (Jabu dell'Unicorno)
- Samurai Warriors 2 (Hideyoshi Toyotomi)
- Shin Megami Tensei: Digital Devil Saga (Lupa)
- Shin Megami Tensei: Digital Devil Saga 2 (Lupa)
- Super Robot Wars Z2: Destruction Chapter (Ryoma Nagare)
- Super Robot Wars Z2: Rebirth Chapter (Ryoma Nagare)
- Super Robot Wars Z3: Hell Chapter (Ryoma Nagare)
- Super Robot Wars Z3: Heaven Chapter (Ryoma Nagare)
- Super Robot Wars V (Ryoma Nagare)
- Super Robot Wars T (Ryoma Nagare)
- Super Robot Wars 30 (Ryoma Nagare)
- Super Smash Bros. Ultimate (Simon Belmont)
- Tales of Destiny (Pierre de Chaltier (PS2 remake))
- Tales of Eternia (Roen e Gnome)
- Time Crisis 5 (Keith Martin)
- Warriors: Legends of Troy (Deifobo)
- World of Final Fantasy (Squall Leonhart)
- Xenosaga (Kevin Winnicot)
- Yakuza 4 (Daisaku Minami)
- Yakuza 5 (Kamon Kanai)
- Yo-Jin-Bo (Tsubaki Tainojyo)
- Ys: Memories of Celceta (Sancho)

### Film animati
- Final Fantasy VII Advent Children (Cait Sith)
- I Cavalieri dello zodiaco - Le porte del paradiso (Jabu dell'Unicorno)

### OAV
- Getter Robot - The Last Day (Ryoma Nagare)
- I Cavalieri dello zodiaco - Saint Seiya - Hades (Jabu dell'Unicorno)
- Shin Getter Robot contro Neo Getter Robot (Ryoma Nagare)
- Shin Getter Robo Re:Model (Ryoma Nagare)

### ONA
- Saint Seiya: Saintia Sho (Jabu dell'Unicorno)
- Saint Seiya - I Cavalieri dello zodiaco (Jabu dell'Unicorno)

### CD Drama
- Wild Adapter (Tokito Minoru)